# Thoissey

Thoissey este o comună în departamentul Ain din estul Franței.